# Charrey-sur-Seine
Charrey-sur-Seine est une commune française située dans le canton de Châtillon-sur-Seine du département de la Côte-d'Or en région Bourgogne-Franche-Comté.

## Géographie

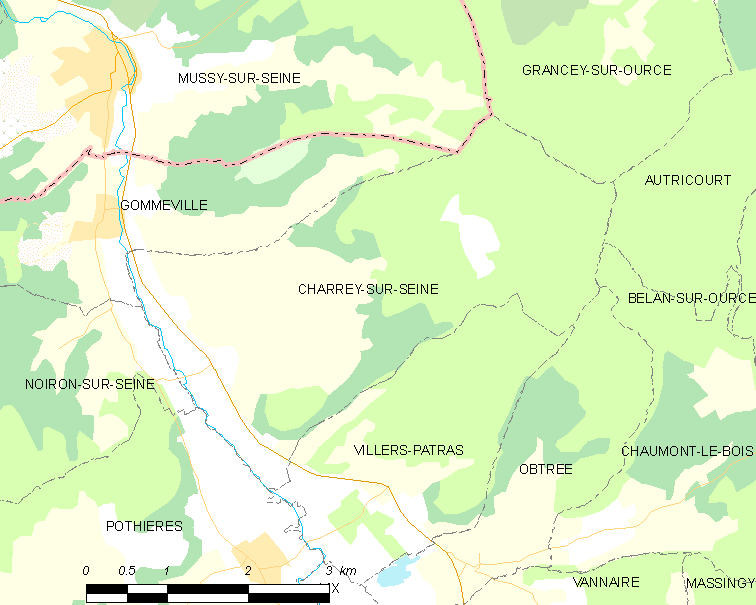

La commune de Charrey s'étend sur 12,7 km2 situés entre 191 à l'ouest et 356 mètres d'altitude à l'est.

### Accès
La commune est en bordure est de la route départementale 971 reliant Troyes à Dijon.

### Hydrographie
La Seine, qui limite le territoire communal à l'ouest, la Petite Seine et le ruisseau des Hâtes sont les principaux cours d'eau qui irriguent la commune.

### Climat
Pour des articles plus généraux, voir Climat de la Bourgogne-Franche-Comté et Climat de la Côte-d'Or.
En 2010, le climat de la commune est de type climat des marges montargnardes, selon une étude du Centre national de la recherche scientifique s'appuyant sur une série de données couvrant la période 1971-2000. En 2020, Météo-France publie une typologie des climats de la France métropolitaine dans laquelle la commune est exposée à un climat océanique altéré et est dans la région climatique  Lorraine, plateau de Langres, Morvan, caractérisée par un hiver rude (1,5 °C), des vents modérés et des brouillards fréquents en automne et hiver. 
Pour la période 1971-2000, la température annuelle moyenne est de 10,2 °C, avec une amplitude thermique annuelle de 16 °C. Le cumul annuel moyen de précipitations est de 856 mm, avec 12,6 jours de précipitations en janvier et 8,5 jours en juillet. Pour la période 1991-2020, la température moyenne annuelle observée sur la station météorologique de Météo-France la plus proche, « Châtillon/Seine », sur la commune de Châtillon-sur-Seine à 11 km à vol d'oiseau, est de 10,8 °C et le cumul annuel moyen de précipitations est de 832,8 mm,. Pour l'avenir, les paramètres climatiques de la commune estimés pour 2050 selon différents scénarios d'émission de gaz à effet de serre sont consultables sur un site dédié publié par Météo-France en novembre 2022.

## Urbanisme

### Typologie
Au 1er janvier 2024, Charrey-sur-Seine est catégorisée commune rurale à habitat dispersé, selon la nouvelle grille communale de densité à 7 niveaux définie par l'Insee en 2022.
Elle est située hors unité urbaine. Par ailleurs la commune fait partie de l'aire d'attraction de Châtillon-sur-Seine, dont elle est une commune de la couronne,. Cette aire, qui regroupe 60 communes, est catégorisée dans les aires de moins de 50 000 habitants,.

### Occupation des sols
L'occupation des sols de la commune, telle qu'elle ressort de la base de données européenne d’occupation biophysique des sols Corine Land Cover (CLC), est marquée par l'importance des forêts et milieux semi-naturels (56,7 % en 2018), une proportion identique à celle de 1990 (56,7 %). La répartition détaillée en 2018 est la suivante : 
forêts (54,9 %), terres arables (30,2 %), prairies (8,6 %), zones agricoles hétérogènes (2,5 %), zones urbanisées (2 %), milieux à végétation arbustive et/ou herbacée (1,9 %). L'évolution de l’occupation des sols de la commune et de ses infrastructures peut être observée sur les différentes représentations cartographiques du territoire : la carte de Cassini (XVIIIe siècle), la carte d'état-major (1820-1866) et les cartes ou photos aériennes de l'IGN pour la période actuelle (1950 à aujourd'hui).

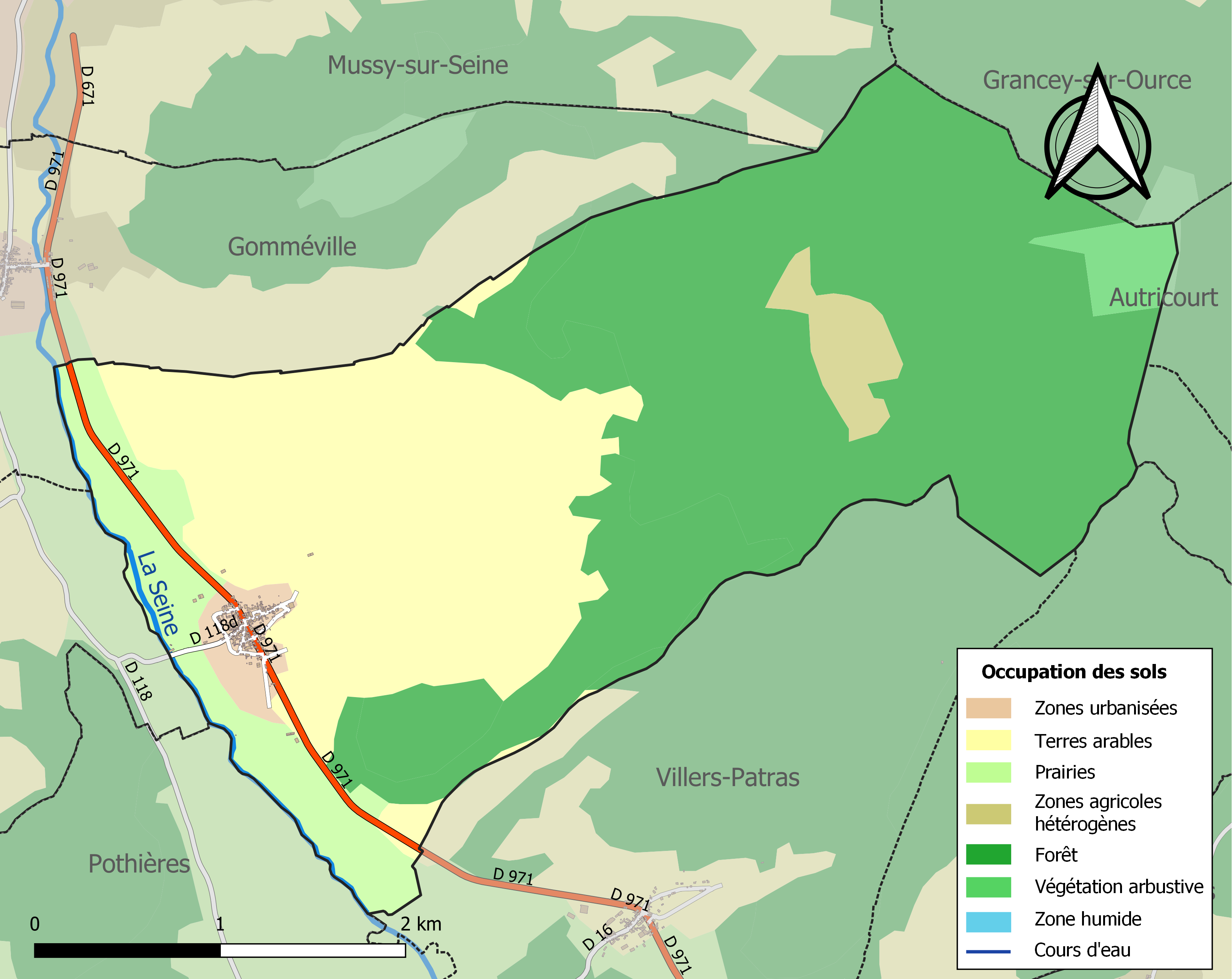
Carte des infrastructures et de l'occupation des sols de la commune en 2018 (CLC).

## Histoire

### Antiquité
Au nord du village des vestiges d'occupation gallo-romaine ont été mis au jour.

### Moyen Âge
Au lieu-dit En Russy des sarcophages mérovingiens ont été découverts.

### Époque moderne
En 1620 la seigneurie est rachetée par l'abbaye de Pothières.

## Politique et administration
| Période                                  | Période  | Identité        | Étiquette | Qualité  |
| ---------------------------------------- | -------- | --------------- | --------- | -------- |
| avant 1995                               | ?        | Jean Vanhecke   | DVD       |          |
| mars 2001                                | en cours | Bernard Chauvot |           | Retraité |
| Les données manquantes sont à compléter. |          |                 |           |          |

## Démographie
L'évolution du nombre d'habitants est connue à travers les recensements de la population effectués dans la commune depuis 1793. Pour les communes de moins de 10 000 habitants, une enquête de recensement portant sur toute la population est réalisée tous les cinq ans, les populations de référence des années intermédiaires étant quant à elles estimées par interpolation ou extrapolation. Pour la commune, le premier recensement exhaustif entrant dans le cadre du nouveau dispositif a été réalisé en 2005.

En 2022, la commune comptait 137 habitants, en évolution de −6,8 % par rapport à 2016 (Côte-d'Or : +0,82 %, France hors Mayotte : +2,11 %).
| 1793 | 1800 | 1806 | 1821 | 1831 | 1836 | 1841 | 1846 | 1851 |
| ---- | ---- | ---- | ---- | ---- | ---- | ---- | ---- | ---- |
| 357  | 467  | 456  | 439  | 445  | 481  | 471  | 462  | 464  |

| 1856 | 1861 | 1866 | 1872 | 1876 | 1881 | 1886 | 1891 | 1896 |
| ---- | ---- | ---- | ---- | ---- | ---- | ---- | ---- | ---- |
| 420  | 450  | 466  | 431  | 403  | 376  | 381  | 352  | 351  |

| 1901 | 1906 | 1911 | 1921 | 1926 | 1931 | 1936 | 1946 | 1954 |
| ---- | ---- | ---- | ---- | ---- | ---- | ---- | ---- | ---- |
| 332  | 309  | 297  | 256  | 208  | 211  | 240  | 203  | 199  |

| 1962 | 1968 | 1975 | 1982 | 1990 | 1999 | 2005 | 2006 | 2010 |
| ---- | ---- | ---- | ---- | ---- | ---- | ---- | ---- | ---- |
| 201  | 193  | 211  | 190  | 154  | 139  | 132  | 130  | 166  |

| 2015 | 2020 | 2022 | - | - | - | - | - | - |
| ---- | ---- | ---- | - | - | - | - | - | - |
| 151  | 137  | 137  | - | - | - | - | - | - |

## Culture locale et patrimoine

### Sites et monuments
- L'église Saint-Hilaire[16] rebâtie en 1825 à l'emplacement d'une ancienne église du XIIIe siècle dépendante de l'abbaye de Pothières qui possède dès la fin du XIe siècle les reliques de saint Hilaire de Brémur que la tradition locale assimile parfois à Hilaire de Poitiers. Elle abrite un retable du XVIIIe siècle et plusieurs statues anciennes dont une Vierge à l'Enfant en pierre polychrome du XVe siècle  Classé MH, un saint Hilaire et une sainte Catherine en pierre du XVIe siècle, une sainte Anne et la Vierge et une sainte Brigide en bois polychrome du XVIIIe siècle[17].
- Outre de nombreux calvaires et croix de chemins, une croix percée  Inscrit MH (1925)[18] réputée guérir les jeunes enfants en les faisant passer à travers le trou.

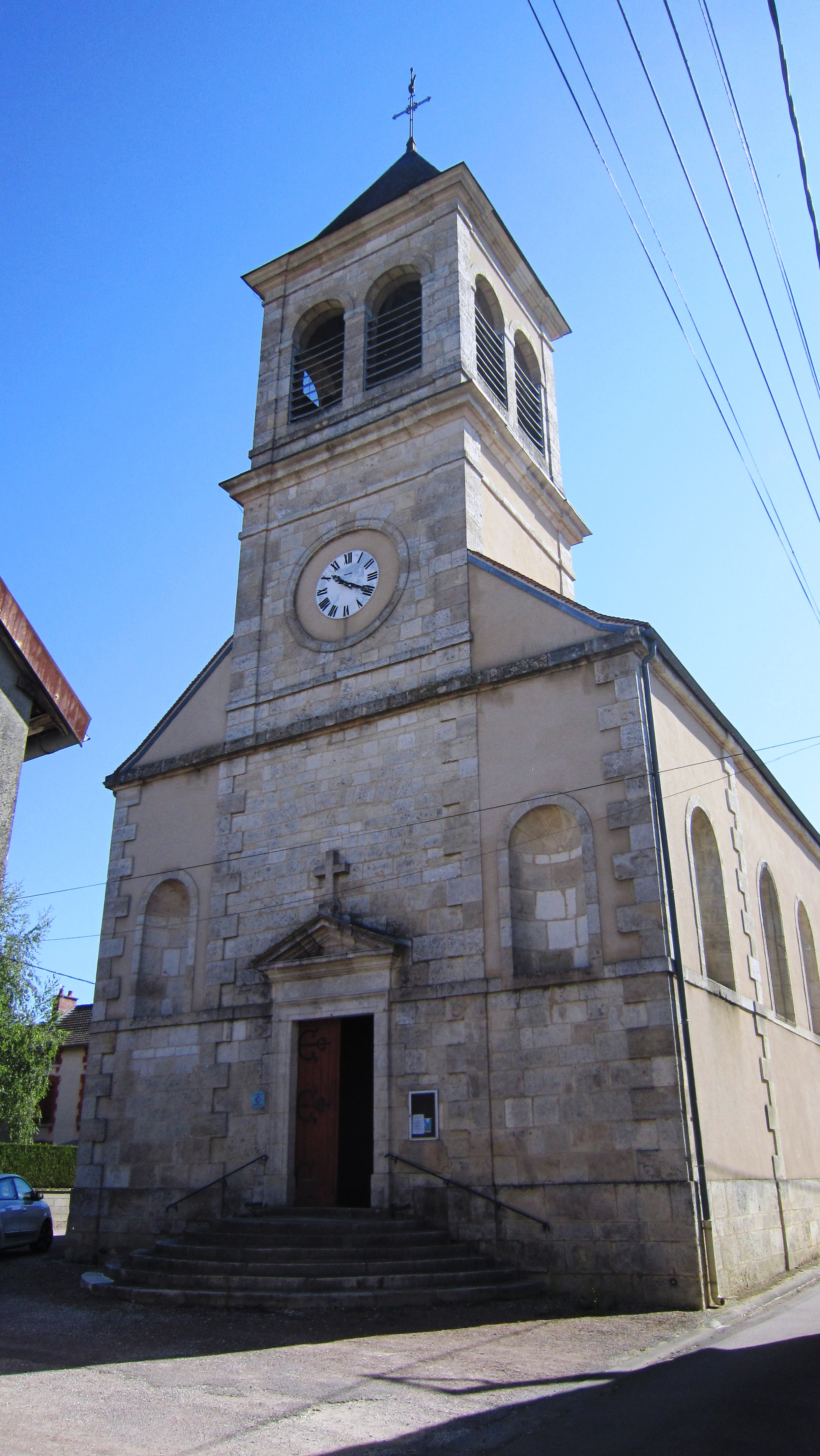
L’église de Charrey
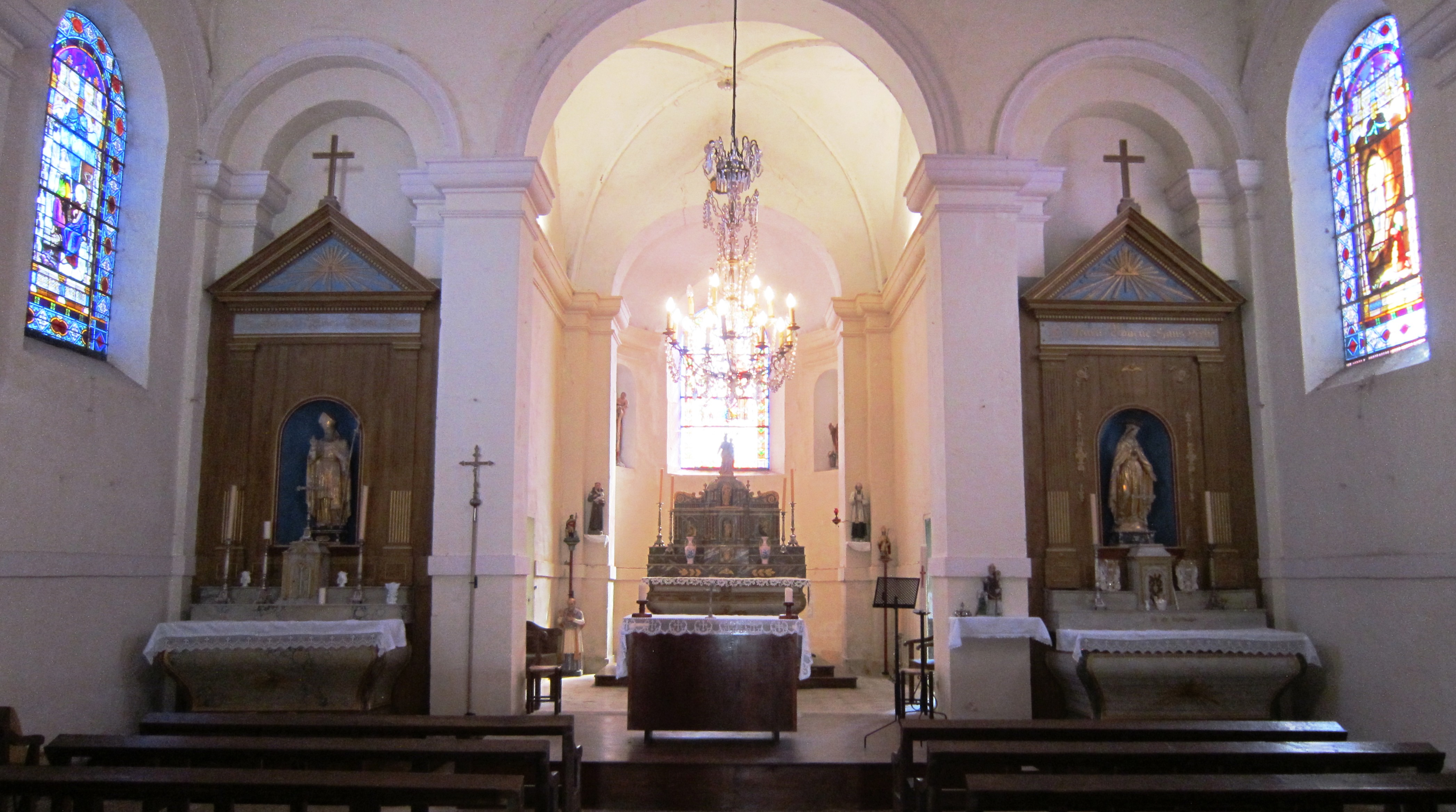
L’église de Charrey
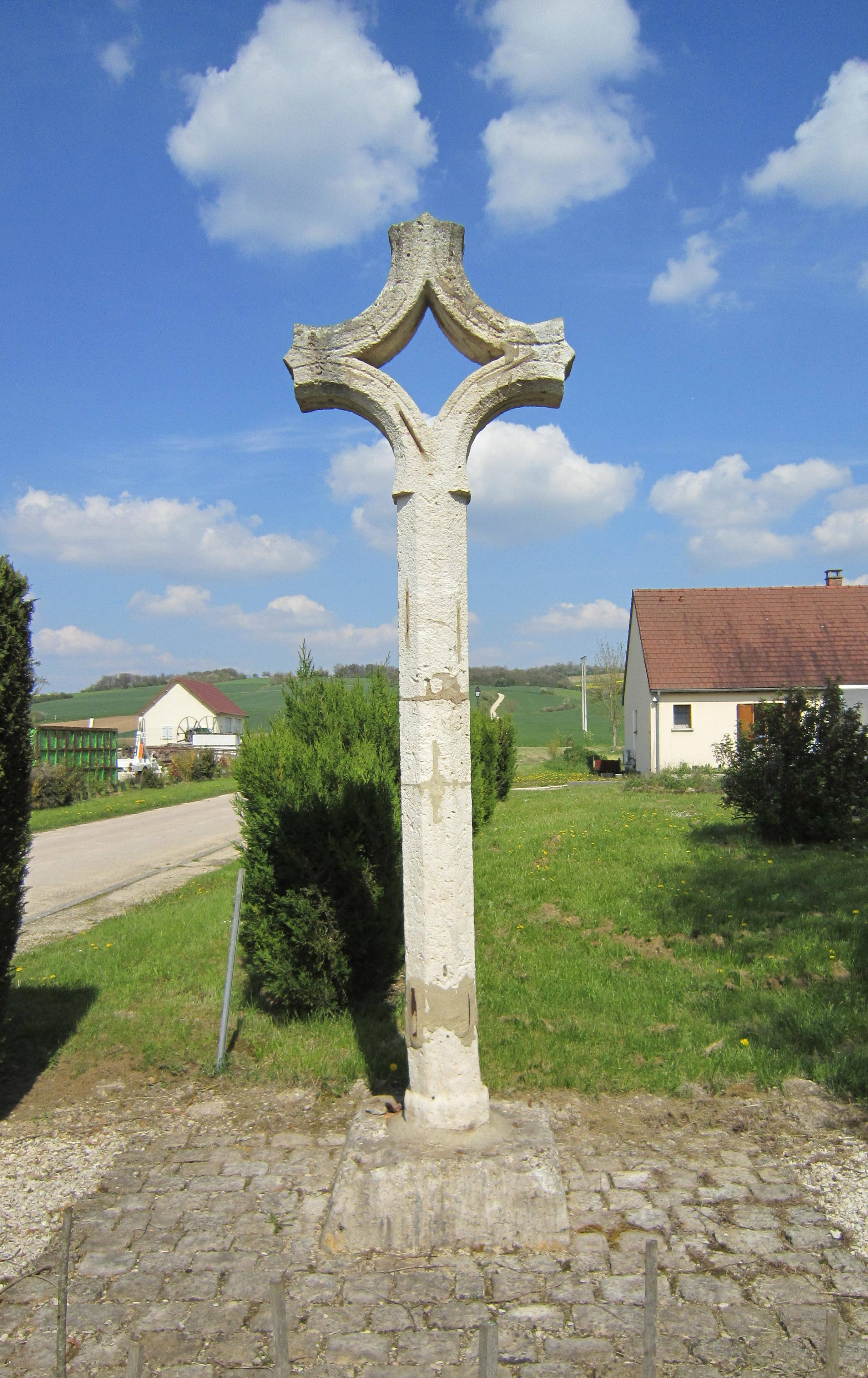
La croix percée

### Héraldique
| Blason | Blasonnement : Coupé : au 1er de gueules aux deux clés d'argent passées en sautoir surmontées d'une fleur de lys d'or, au 2e d'azur aux trois feuilles de chêne d'or. |